# South Park Let's Go Tower Defense Play!
South Park Let's Go Tower Defense Play! (abbreviato in SPLGTDP) è un videogioco del 2009 basato sulla serie televisiva animata statunitense South Park, pubblicato tramite Xbox Live Arcade per Xbox 360. Il videogioco è stato sviluppato dalla Doublesix, in collaborazione con South Park Digital Studios e Xbox Live Productions. Let's Go Tower Defense Play è un videogioco di genere tower defense, con vari elementi tipici dei videogiochi d'azione. Il giocatore non deve solo costruire torri per eliminare le forze nemiche, ma deve anche controllare più personaggi allo scopo di proteggere con successo la città di South Park.